# Maarten De Saeger

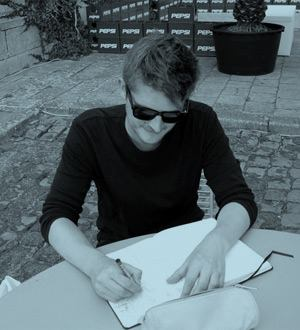
Maarten De Saeger

Maarten De Saeger (Merksem, 26 juli 1980) is een striptekenaar en illustrator, opgegroeid te Lennik, die woont en werkt in Gent.
Hij gaf tussen 2011 en 2012 enkele kleine boekjes uit in eigen beheer ("Stöf" en "Hattie").
Mijn begrafenis was zijn volwaardige debuut, dat in april 2015 verscheen bij uitgeverij Bries. Verder maakte hij illustraties en strips voor onder andere Humo, Focus Knack, uitgeverij Lannoo en Ketnet.
Zijn volgende striproman De zwerver werd door Cutting Edge uitgeroepen tot een van de tien beste strips van voorjaar 2017.